# Vicia hololasia
Vicia hololasia är en ärtväxtart som beskrevs av Jurij Nikolajevitj Voronov. Vicia hololasia ingår i släktet vickrar, och familjen ärtväxter. Inga underarter finns listade i Catalogue of Life.